# Jim Rapp
Jim Rapp Farnes, född 8 september 1991 i Tyresö, är en svensk konstnär, muralmålare och musiker. Han är grundare av Vesano Design, där han fokuserar på  samtida bildkonst och muralmåleri. Rapp är utbildad ingenjör och har även varit aktiv som sångare och musikproducent. Han kommer från en konstnärsfamilj och är barnbarn till textilkonstnären Yana Rapp, brorson till glaskonstnären Kristin Rapp och släkt med målaren Sven Rapp.

## Biografi
Jim Rapp flyttade år 2012 till Australien för att satsa på en musikkarriär och bildade där bandet Julias, vilka spelade in och släppte tre album, där han var sångare och basist. Efter att ha återvänt till Sverige studerade han konstnärliga ämnen vid Kulturama i Stockholm 2013–2014. Därefter studerade han på Örebro universitet till högskoleingenjör (2015-2018) och tog därefter ut en magisterexamen (robotik och automation) från Högskolan Väst (2019-2020).  

## Konstnärlig karriär
Sedan 2020 har Rapp inriktat sig på samtida bildkonst och muralmåleri genom sin verksamhet Vesano Design. Han skapar fine art-verk och stora väggmålningar, med uppdrag både för privata och offentliga miljöer. Bland annat har han anlitats av Karlstads kommun (2023) för en offentlig utsmyckning i form av en två gånger två meter stor målning i centrala Karlstad.

## Musikkarriär
Vid sidan av konsten har Rapp varit verksam som musiker och musikproducent. Han var sångare och basist i Julias (2012–2013), som släppte tre album. Han var frontman i Pura Vida (2017-2021), vilket uppmärksammades av Sveriges Radio. Bandet var finalister i P4 Nästa i Örebro 2017, och deras musik spelades live i P3 Din Gata 2018. Rapp har även släppt solomusik under eget namn 2017–2023.

## Övriga roller
Utöver sitt eget skapande var Rapp manager (2024-2025) för en tidigare medlem i musikgruppen Mange Makers.